# Hilary Minc

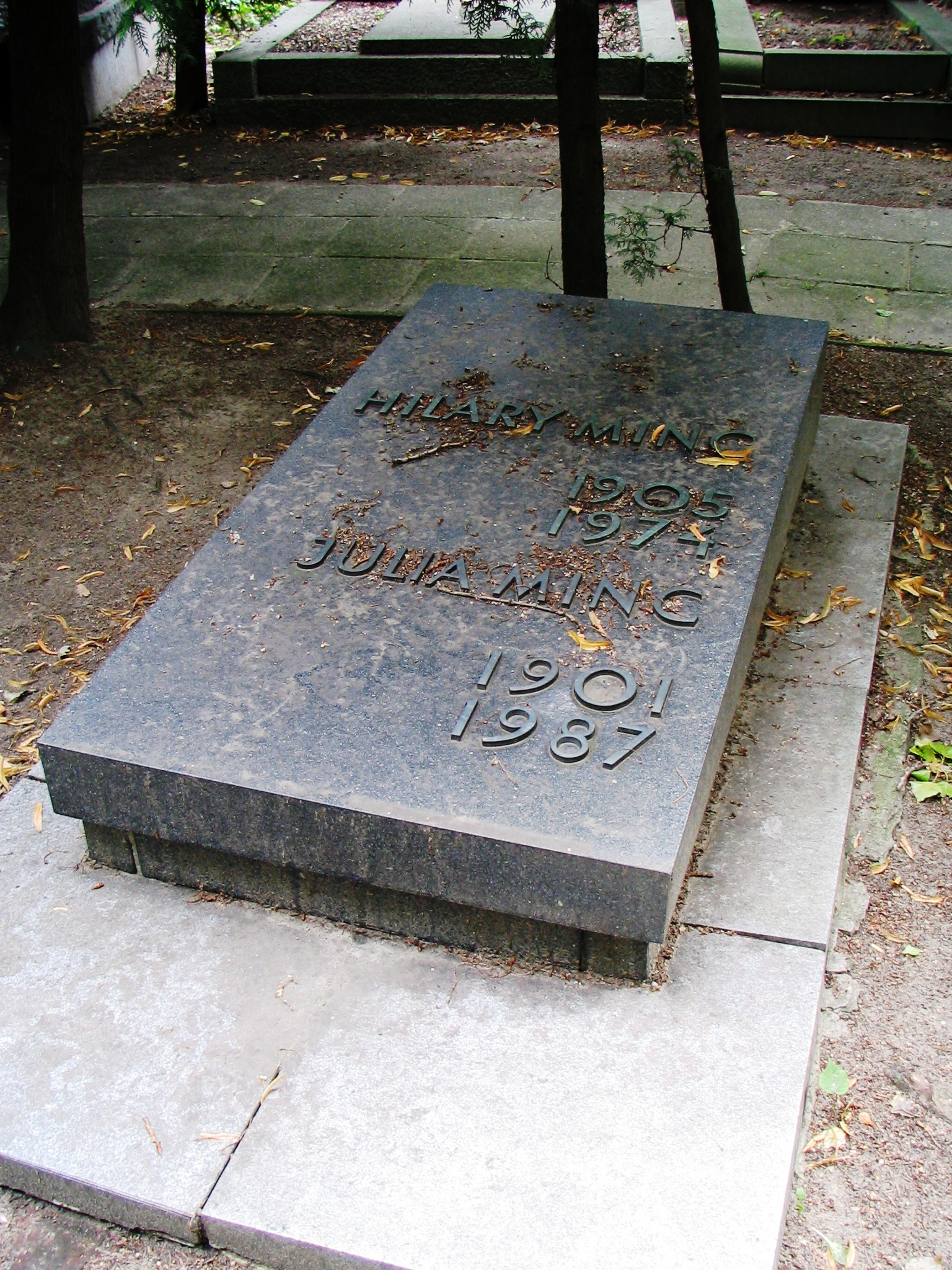
Grób Hilarego Minca i jego żony Julii na Cmentarzu Wojskowym na Powązkach w Warszawie

Hilary Minc (ur. 24 sierpnia 1905 w Kazimierzu Dolnym, zm. 26 listopada 1974 w Warszawie) – polski ekonomista i polityk komunistyczny.
Od 1921 członek KPP. W początkowym okresie rządów PPR i PZPR był osobą faktycznie kierującą polityką gospodarczą państwa. Poseł do Krajowej Rady Narodowej, na Sejm Ustawodawczy oraz na Sejm PRL I kadencji. W grudniu 1944 kierownik resortu przemysłu PKWN, następnie minister przemysłu (1944–1947), a w latach 1947–1949 minister przemysłu i handlu. Przewodniczący Państwowej Komisji Planowania Gospodarczego (1949–1954). Od 1949 wiceprezes, a następnie I zastępca Prezesa Rady Ministrów (1949–1956). Od lipca 1944 był członkiem tajnego Centralnego Biura Komunistów Polski przy KC WKP(b). Członek Komisji Bezpieczeństwa KC PZPR, nadzorującej aparat represji komunistycznych w Polsce. W latach 1949–1956 w najściślejszym kierownictwie PZPR (obok Bolesława Bieruta i Jakuba Bermana). Budowniczy Polski Ludowej.

## Życiorys
Urodził się w żydowskiej rodzinie Oskara Minca i Stefanii z domu Fajersztajn. Uczęszczał do I Gimnazjum w Warszawie przy ul. Żurawiej 49. W II Rzeczypospolitej wstąpił do Związku Polskiej Młodzieży Socjalistycznej i do Związku Młodzieży Komunistycznej (następnie Komunistyczny Związek Młodzieży Polski). Od 1921 członek Komunistycznej Partii Robotniczej Polski (następnie Komunistyczna Partia Polski). W 1922 obwodowiec ZMK na teren Zagłębia Dąbrowskiego, województwa krakowskiego, Śląska Cieszyńskiego i Górnego Śląska, a w latach 1922–1923 członek Komitetu Centralnego KZMP. Później studiował prawo i ekonomię w kraju, a następnie we Francji, gdzie się doktoryzował. W 1928 wydalony przez władze francuskie. Udał się do Moskwy, gdzie przebywał do początku 1929, pracując jako ekonomista. Przyjęty do Wszechzwiązkowej Komunistycznej Partii (bolszewików), był wykładowcą Komitetu Moskiewskiego WKP(b). Skierowany do Polski i powołany do wojska, ukończył Szkołę Podchorążych Rezerwy Piechoty w Zambrowie. W 1931 zaczął pracować w sekcji naukowo-badawczej Głównego Urzędu Statystycznego w Warszawie, następnie był radcą w Departamencie Spisów Ludności. Z ramienia GUS przeprowadzał w 1935 spis ludności Gdyni. W latach 1931–1935 członek, następnie sekretarz Centralnej Redakcji Krajowej Komitetu Centralnego KPP. Za działalność komunistyczną w 1937 usunięty z GUS. Pracował następnie w Biurze Planowania Krajowego przy Ministerstwie Skarbu, badał problem tzw. zbędnych rąk w rolnictwie (ukryte bezrobocie agrarne), później zatrudniony w Biurze Planowania Magistratu m.st. Warszawy.
Po agresji III Rzeszy i ZSRR na Polskę przeniósł się do okupowanego przez Sowietów Lwowa. W grudniu 1939 wyjechał do Samarkandy, gdzie był wykładowcą ekonomii i historii WKP(b) w Instytucie Gospodarki Narodowej.
Po wybuchu wojny niemiecko-sowieckiej na przełomie lat 1942/1943 pracował w redakcji polskiej radia w Saratowie, a następnie w Moskwie. W lutym 1943 w komitecie organizacyjnym Związku Patriotów Polskich. Był pracownikiem redakcji wydawanego od marca 1943 pisma ZPP „Wolna Polska”, gdzie zamieszczał wiele programowych artykułów w sprawie kształtu geograficznego i społeczno-gospodarczego przyszłej Polski. W maju 1943 był jednym ze współtwórców 1 Dywizji Piechoty im. Tadeusza Kościuszki, 14 maja został oficerem politycznym w 1 Dywizji Piechoty współpracującym z NKWD – najpierw jako szef jej Wydziału Kulturalno-Oświatowego, a od 1 czerwca 1943 szef Wydziału Oświatowego w stopniu majora. W sierpniu 1943 mianowany prokuratorem dywizyjnym, po wyłonieniu się różnicy zdań między nim a Zygmuntem Berlingiem i Włodzimierzem Sokorskim zdegradowany do stopnia plutonowego podchorążego. Uczestnik bitwy pod Lenino, za co został odznaczony sowieckim Orderem Wojny Ojczyźnianej II stopnia i polskim Srebrnym Medalem „Zasłużonym na Polu Chwały”. Przywrócono mu stopień majora, później awansowano na podpułkownika oraz odznaczono Orderem Krzyża Grunwaldu II klasy i Orderem Virtuti Militari V klasy.
Od stycznia 1944 jeden z dwóch pełnomocników tajnego Centralnego Biura Komunistów Polski przy KC WKP(b), od 11 lipca 1944 członek Biura. Od 10 marca 1944 kierował Biurem Badań Gospodarczych przy Zarządzie Głównym ZPP. W lipcu 1944 brał czynny udział w rozmowach i konferencjach w Moskwie w związku z powołaniem Polskiego Komitetu Wyzwolenia Narodowego. Od sierpnia 1944 członek powołanego wówczas Biura Politycznego Komitetu Centralnego Polskiej Partii Robotniczej, do grudnia 1945 mającego charakter tajny.
Poseł do Krajowej Rady Narodowej, na Sejm Ustawodawczy oraz na Sejm PRL I kadencji. Początkowo kierownik Biura Ekonomicznego przy Prezydium PKWN, 11 grudnia 1944 został kierownikiem resortu przemysłu. Odtąd do 1956 był osobą kierującą polityką gospodarczą państwa. W Rządzie Tymczasowym objął tekę ministra przemysłu, funkcję tę utrzymał również w Tymczasowym Rządzie Jedności Narodowej i rządzie Józefa Cyrankiewicza (od marca 1947 jako minister przemysłu i handlu). Postulował centralizację gospodarczą w Polsce, propagował i wdrażał system nakazowo-rozdzielczy. W 1949 stanął na czele Państwowej Komisji Planowania Gospodarczego. Był także przewodniczącym Komitetu Ekonomicznego Rady Ministrów.
W grudniu 1948 został członkiem Biura Politycznego Komitetu Centralnego Polskiej Zjednoczonej Partii Robotniczej, a w 1949 został wicepremierem (od 1954 I zastępca Prezesa Rady Ministrów). Był jednym z twórców planu sześcioletniego – programu rozwoju polskiej gospodarki i przemysłu. Od 24 lutego 1949 był członkiem Komisji Bezpieczeństwa Komitetu Centralnego PZPR, nadzorującej aparat represji komunistycznych w Polsce, w szczególności działalność Ministerstwa Bezpieczeństwa Publicznego. W listopadzie 1949 został członkiem Ogólnokrajowego Komitetu Obchodu 70-lecia urodzin Józefa Stalina.
W 1956, po wydarzeniach Poznańskiego Czerwca, usunięto go z Biura Politycznego KC PZPR. Złożył samokrytykę, ale w 1959 został usunięty z KC PZPR i zmuszony do wystąpienia z partii. 
Przypisuje mu się hasło z lat 40. XX wieku: „Karp na każdym stole wigilijnym w Polsce!”.

## Życie prywatne
Mąż Julii Minc (1901–1987), wieloletniej (1944–1954) szefowej Polskiej Agencji Prasowej i wiceprzewodniczącej Państwowej Komisji Etatów (1954–1956). Małżeństwo było bezdzietne. Jego siostra, Franciszka, była żoną profesora Tadeusza Olbrychta.
Został pochowany z pełnymi honorami partyjnymi i wojskowymi 29 listopada 1974 w Alei Zasłużonych na cmentarzu Wojskowym na Powązkach (kwatera 29A-półkole II-2). W imieniu władz PRL w pogrzebie udział wzięli m.in. członek Biura Politycznego KC PZPR, wicepremier Mieczysław Jagielski, sekretarz KC PZPR Józef Pińkowski, przewodniczący Centralnej Komisji Kontroli Partyjnej PZPR Stefan Misiaszek oraz kierownik Wydziału Ekonomicznego KC PZPR Zbigniew Madej. Przemówienie w imieniu Rady Ministrów PRL wygłosił wicepremier Kazimierz Olszewski.

## Ordery i odznaczenia
- Order Budowniczych Polski Ludowej (1954)[15]
- Order Sztandaru Pracy I klasy (1955)[16]
- Krzyż Komandorski z Gwiazdą Orderu Odrodzenia Polski (19 lipca 1946)[17]
- Order Krzyża Grunwaldu II klasy (3 stycznia 1945)[18]
- Krzyż Srebrny Orderu Virtuti Militari
- Srebrny Medal „Zasłużonym na Polu Chwały”
- Medal za Warszawę 1939–1945 (17 stycznia 1946)[19]
- Krzyż Wielki Orderu Lwa Białego (Czechosłowacja, 1947)[20]
- Order 9 września 1944 I stopnia (Bułgaria, 1948)[21]
- Krzyż Wielki Orderu Lwa Finlandii (1948)[22]
- Order Wojny Ojczyźnianej II stopnia (ZSRR)[23]